# Amazonepeira callaria
Amazonepeira callaria är en spindelart som först beskrevs av Levi 1991.  Amazonepeira callaria ingår i släktet Amazonepeira och familjen hjulspindlar. Inga underarter finns listade i Catalogue of Life.